# I tysiąclecie n.e.
Pierwsze tysiąclecie naszej ery – okres rozpoczynający się według kalendarza juliańskiego 1 stycznia 1 roku i kończący się 31 grudnia 1000 roku. Okres tej rozpoczął jednocześnie naszą erę.
Początek I tysiąclecia n.e. charakteryzował się potęgą cesarstwa rzymskiego. Środkowy okres I tysiąclecia n.e. to stopniowe osłabienie cesarstwa rzymskiego oraz wzrost potęgi chrześcijaństwa (IV w.) i islamu (VII w.). Koniec tego tysiąclecia charakteryzował się głównie najazdami wikingów oraz założeniem dynastii Karolingów.

## Najważniejsze wydarzenia
- początki chrześcijaństwa (lata 30. I wieku)
- założenie Londynu (43)
- wielki pożar Rzymu, początek prześladowań chrześcijan (64)
- wybuch Wezuwiusza, zniszczenie Pompejów, Herkulanum i Stabii (79)
- diaspora żydowska (I w.)
- ostatnie starożytne igrzyska olimpijskie (393)
- spalenie Biblioteki Aleksandryjskiej
- koniec Cesarstwa Zachodniorzymskiego, umowna data końca starożytności (476), początek średniowiecza
- wzrost potęgi Cesarstwa Bizantyjskiego
- wzrost potęgi Bułgarii
- wzrost potęgi dynastii Merowingów (V w.)
- osiedlanie się Germanów w Europie Północnej i Zachodniej (ciemne wieki, wielka wędrówka ludów)
- początki islamu (VII w.)
- okres potęgi cywilizacji Majów
- Epoka Trzech Królestw w Chinach
- okres potęgi cywilizacji Hindusów podczas rządów dynastii Guptów
- podboje islamskie na Bliskim Wschodzie i w Afryce Północnej
- napady wikingów w Europie Północnej (od VIII w.)
- wzrost potęgi Imperium Ghany
- osiedlanie się Madziarów na Węgrzech (800 – 900)
- postawienie kamieni runicznych z Jelling przez Gorma Starego oraz Haralda Sinozębego

## Wynalazki i odkrycia
- beton (ok. 100, cywilizacja rzymska)
- papier (105, cywilizacja chińska)
- teoria geocentryczna (II w., cywilizacja grecka)
- ogień grecki (ok. 670, Kallinikos)
- kawa (IX w., cywilizacja etiopska)
- wiatrak (ok. 900, cywilizacja perska)
- proch strzelniczy (950, cywilizacja chińska)
- śluza wodna (983, Qiao Weiyo)